# Carl Mays
Carl William Mays (né le 12 novembre 1891 à Liberty, Kentucky, États-Unis et mort le 4 avril 1971 à El Cajon, Californie, États-Unis) est un lanceur de baseball.
Lanceur droitier, Mays évolue dans la Ligue majeure de baseball de 1915 à 1929. Il remporte 207 victoires et maintient une moyenne de points mérités de 2,92 en 3 021 manches et un tiers lancées à travers 15 saisons.
Il fait partie de quatre équipes championnes de la Série mondiale : les Red Sox de Boston en 1915, 1916 et 1918, et les Yankees de New York de 1923.
Carl Mays est aussi connu pour avoir atteint Ray Chapman d'un lancer à la tête lors d'un match en 1920, ce qui a mené au seul décès d'un joueur à avoir été causé par un incident survenu sur un terrain de la Ligue majeure de baseball.

## Carrière

### Mort de Ray Chapman
Le 16 août 1920 au Polo Grounds de New York, Carl Mays, jouant pour les Yankees de New York, lance une balle rapide à Ray Chapman, un frappeur des Indians de Cleveland en 5e manche. La balle atteint Chapman à la tête, et il s'effondre. Elle rebondit avec tant de force en direction de Mays que celui-ci l'attrape et lance à son joueur de premier but, croyant que Chapman l'a frappée avec son bâton. Mais Chapman doit être conduit à l'hôpital, où il est opéré pour une fracture du crâne. Il meurt dans la nuit du 16 au 17 août 1920, des suites de l'incident. C'est toujours, 100 ans plus tard, le seul décès qui découle des conséquences d'un incident survenu pendant un match de la Ligue majeure de baseball.
À l'époque, il était courant pour les lanceurs de recourir à la technique dite de la balle mouillée, qui consistait à abimer la balle qu'ils lançaient en y appliquant diverses substances, afin de rendre atypique la trajectoire du lancer et rendre la balle plus difficile à frapper. Cela était autorisé, mais a été interdit en 1921, après la mort de Ray Chapman, sauf pour 17 lanceurs - mais pas Mays - qui bénéficièrent d'une clause grand-père. La ligue, préoccupée par le prix des balles, encourageait aussi les arbitres à les réutiliser le plus longtemps possible, même si elles se détériorairent. 
Carl Mays était un lanceur qui avait une motion appelée sous-marine, c'est-à-dire une façon de lancer où le bras passe sous le niveau des hanches, et où la balle effectue une trajectoire de bas en haut vers le frappeur. Cette technique, combinée au fait que l'incident est survenu lors d'un après-midi sombre et brumeux, dans un stade mal éclairé, a pu contribuer au fait que Chapman n'a présumément pas vu la balle venir. 
Dévasté en apprenant la mort de Chapman, le lendemain du match, Carl Mays est questionné par le procureur général, qui décide de ne pas porter d'accusation contre lui, jugeant la mort le résultat d'un accident.
Les appels à bannir Carl Mays du baseball ne trouvent pas écho, et il complète sa saison 1920 avec 26 victoires, avant de remporter un sommet personnel - et des Ligues majeures cette saison-là - de 27 victoires en 1921. Si Mays a exprimé du regret pour la tragédie, il a toujours maintenu que sa conscience était tranquille, car il s'agissait à son avis d'un accident indépendant de sa volonté.